# SC Dortmund 97/08
SC Dortmund 97/08 is een Duitse sportclub uit Dortmund, Noordrijn-Westfalen. De club ontstond in 1973 door een fusie tussen VfB Alemannia Dortmund en SV Dortmund.

## Geschiedenis
In 1908 werd SV 08 Dortmund opgericht. De club was aangesloten bij de West-Duitse voetbalbond en speelde in 1916/17 voor het eerst in de hoogste klasse van de Ruhrcompetitie, die toen om oorlogsredenen in meerdere reeksen opgedeeld was. SV eindigde telkens in de lagere middenmoot.
In 1919 werd voor het eerst sinds het uitbreken van de oorlog opnieuw een competitie in één reeks gespeeld, maar hier kwalificeerde de club zich niet voor. Na één seizoen promoveerde de club weer omdat de competitie in drie reeksen verdeeld werd. Deze verandering werd na één seizoen weer ongedaan gemaakt en enkel de top vier plaatste zich, SV 08 werd achtste en plaatste zich niet. Het volgende dwong de club opnieuw promotie af.
Vanaf 1922 werd de competitie over twee jaar gespreid en in 1922/23 werd enkel de heenronde gespeeld. SV 08 sloot die heenronde af als twaalfde op zestien clubs. De terugronde verliep beter en de club beëindigde het seizoen op een negende plaats, als beste club van Dortmund. Opnieuw werd de competitie over twee seizoenen gespreid. Na de heenronde stond de club weer twaalfde, deze keer verliep de terugronde minder goed en aan het einde van het seizoen stond enkel Arminia 08 Marten nog onder de club. Hierdoor degradeerde de club en kon er later niet meer in slagen om te promoveren.
Op 27 mei 1973 fusioneerde de club met VfB Alemannia 1897 Dortmund en nam de naam SC Dortmund 97/08 aan.